# Sidney Kamerzin
Sidney Kamerzin, né le 19 mars 1975 à Sierre (originaire de la même commune et d'Icogne), est une personnalité politique suisse, membre du Centre. 
Il est député au Conseil national pour le canton du Valais depuis fin 2019.

## Biographie
Sidney Kamerzin naît le 19 mars 1975 à Sierre, dans le canton du Valais. Il est originaire de la même commune et d'Icogne, dans le même district,.
Il étudie le droit à l'Université de Fribourg, où il obtient une licence en 1999 puis un doctorat en 2003. Après avoir passé son diplôme de notaire en 2005 et son brevet d'avocat en 2006, il ouvre sa propre étude à Sierre[réf. nécessaire].
À l'armée, il a le grade de capitaine. Il est en couple et a deux enfants.

## Parcours politique
Venant d'une famille non engagée en politique, il est élu député au Grand Conseil valaisan en 2013, réélu en 2017. Il y est chef du groupe PDCC.
Candidat au Conseil national en 2019, il est élu avec 25 602 voix, soit une de plus que le sortant Benjamin Roduit. Il démissionne alors du Grand Conseil. Il siège au sein de la Commission des affaires juridiques (CAJ). Il est réélu en 2023 et siège désormais au sein de la Commission de l'économie et des redevances (CER).